# Макалсбург (Ајова)
Макалсбург (енгл. McCallsburg) град је у америчкој савезној држави Ајова. По попису становништва из 2010. у њему је живело 333 становника.

## Демографија
Према попису становништва из 2010. у граду је живело 333 становника, што је 15 (4,7%) становника више него 2000. године.
| Група             | 2000.       | 2010.       |
| Белци             | 312 (98,1%) | 322 (96,7%) |
| Афроамериканци    | 4 (1,3%)    | 2 (0,6%)    |
| Азијати           | 1 (0,3%)    | 0 (0,0%)    |
| Хиспаноамериканци | 0 (0,0%)    | 4 (1,2%)    |
| Укупно            | 318         | 333         |